# Christian Friedrich von Haxthausen
Graf Christian Friedrich von Haxthausen (* 19. Juli 1690 in Pyrmont; † 26. Dezember 1740 in Oldenburg) war ein deutscher Kammerherr und  Oberlanddrost in dänischen Diensten. Für seine Verdienste wurde er in den dänischen Grafenstand erhoben.

## Leben

### Herkunft
Haxthausen war der älteste Sohn des Oberlanddrosten Anton Wolf von Haxthausen (1647–1694) und dessen Frau Dorothea Justina geb. von Aldenburg (1663–1735), einer Tochter Antons I. von Aldenburg und Enkelin des letzten oldenburgischen Grafen Anton Günther von Oldenburg. Er entstammte damit väterlicherseits dem alten westfälischen Adelsgeschlecht Haxthausen, das zum Uradel im Hochstift Paderborn zählt. Unter seinen Paten waren Christian V. von Dänemark, Kronprinz Friedrich von Dänemark und Kurfürst Friedrich III. Markgraf von Brandenburg, der spätere erste preußische König.

### Karriere
Nach einer sorgfältigen Erziehung studierte er zwei Jahre Rechtswissenschaft in Halle. Seiner Neigung zum Militär folgend, trat er 1708 zunächst in englische dann in niederländische Dienste und nahm an mehreren Schlachten des Spanischen Erbfolgekrieges teil. 1711 wechselte er an den dänischen Hof und  wurde Capitain (Hauptmann) bei der Garde und Kammerjunker der dänischen Königin Charlotte Amalie, der Witwe Christians V. 1716 folgte die Ernennung zum Major und kurz danach zum Oberstleutnant. In den folgenden Jahren diente Haxthausen in Norwegen, wo er an den kriegerischen Auseinandersetzungen während des Großen Nordischen Krieges teilnahm. Gleich nach Kriegsende 1720 wurde er zunächst nach Aarhus als Chef eines Infanterieregiments versetzt und kurz danach nach Seeland. 1730 avancierte er zum Chef des Leibregiments der Königin und erhielt bald darauf die Ernennung zum Kammerherrn. 1731 quittierte er den Militärdienst und wurde am 2. Januar Deputierter des Landesetatgeneralkommissariats. 1735 wurde er mit dem zweithöchsten dänischen Orden, dem Dannebrogorden, ausgezeichnet und 1736 in den dänischen Grafenstand erhoben. Am 13. Dezember 1736 übernahm Haxthausen, der kurz zuvor das Gut Nienfelde von seiner Mutter geerbt hatte, das Amt des Oberlanddrosten der zu Dänemark gehörenden Grafschaften Oldenburg und Delmenhorst und wurde am 25. Februar 1737 zusätzlich noch zum Obervorsteher des Klosters Blankenburg ernannt.

## Familie
Haxthausen heiratete am 29. August 1721 Margrethe Hedevig geb. Juel (1702–1752), der Tochter des Generalleutnants Gregers Juel und der Vibeke geb. Juel, der Hofmeisterin der Prinzessin Louise und Enkelin des dänischen Seehelden Niels Juel. Aus der Ehe gingen 14 Kinder hervor. Haxthausen und seine Frau wurden in der Lambertikirche in Oldenburg beigesetzt. Ihre prunkvollen Sarkophage stehen in einer Seitenkammer des Vestibüls. Das Paar hatte mehrere Kinder:
- Dorothea Justina (* 13. Dezember 1722; † 23. April 1730)
- Wibke Margrethe (* 12. Januar 1724; † Februar 1803) ⚭ 1754 Frederik Klingenberg (* 1716; † 16. Februar 1783), Geheimer Konferenzrat, Amtsmann in Haderslev
- Charlotte Wilhelmine (* 31. Januar 1725; † April 1730)
- Antoinette Ulrike (* 17. März 1726; † April 1730)
- Friedrich Christian (* 6. Juni 1727; † 24. Juni 1728)
- Sophie Hedwig (* 24. Juli 1728; † 5. April 1768), Stiftsdame in Vallo
- Anton August (* 31. Januar 1730; † April 1730)
- Dorothea Justina (* 18. März 1731; † 15. Mai 1731)
- Gregor Christian (* 1. Februar 1732; † 10. Juli 1802)

⚭ 1758 Louise Charlotte von der Osten (* 10. Oktober 1735; † 5. Juli 1766)
⚭ 1767 Anna Elisabeth Juul (* 15. Dezember 1750; † 10. April 1813)
- Friedrich Anton (* 1. Oktober 1736; † 10. Juli 1746)
- Sophie Dorothea (* 30. September 1737; † 26. Mai 1758)⚭  Christian Delef von Ahlefeldt, Kammerherr
- Clemens August (* 17. Dezember 1738; † 29, Januar 1793), Generalleutnant

⚭ 1766 Charlotte Amalie von Wedel-Jarlsberg (* 27. Juli 1749; † 29. November 1771)
⚭ 1774 Dorothea Sophie von Schack-Rathlou (* 25. Juli 1757; † 11. Januar 1778)
⚭ 1792 Christine Charlotte von Holstein-Ledreborg (* 28. Februar 1772; † 11. Dezember 1852)
- Wilhelmine Juliane Christiane (* 1. Juli 1740; † 10. April 1763) ⚭ Henning Detlev von Dewitz